# Toftbyn
Toftbyn – miejscowość (tätort) w Szwecji, w regionie administracyjnym (län) Dalarna, w gminie Falun.
Według danych Szwedzkiego Urzędu Statystycznego liczba ludności wyniosła: 305 (31 grudnia 2015), 291 (31 grudnia 2018) i 294 (31 grudnia 2019).